# Isak Grape (1692–1732)
Isak Salomonsson Grape, född 26 juni 1692 i Övertorneå församling, död 30 maj 1732 i Överkalix församling, var en svensk präst.

## Biografi
Isak Grape var son till bonden Salomon Grape och Margareta Isaksdotter Curtelius i Helsingebyn och dotterson till komminister Isak Curtelius i Övertorneå församling. Grape blev 14 oktober 1710 student vid Uppsala universitet och prästvigdes 1714 i Härnösands domkyrka. År 1715 utnämndes han till skolmästare i Torneå, där han tillträdde 1716, och han var 1718–1730 sacellan i Nedertorneå församling. Vid prästmötet 1729 i Piteå var han opponent. Grape utnämndes 15 oktober 1729 till kyrkoherde i Överkalix församling efter sin svärfar Olof Halsius och tillträdde 1730. Han avled 1732 i Överkalix.

### Familj
Grape gifte sig 29 mars 1715 med Sofia Halsius, som var dotter till Grapes företrädare Olof Halsius och Christina Stål. De fick elva barn, av vilka kan nämnas Anna Margareta Grape (1717–1800) som var gift med handelsmännen Henric Törner och Christopher Zebulon i Torneå, komministern Salomon Grape (1718–1765) i Nedertorneå församling, komministern Olof Grape (född 1719) i Hietaniemi församling, kyrkoherden Isak Grape i Övertorneå församling och Christina Grape (1725–1751) som var gift med kapellpredikanten Christian Antman.
Sofia Halsius-Grapes vigselring bevarades i släkten Grape och ägdes på 1940-talet av Amanda Grape, född Sundberg, i Kalix.